# 達瓦爾島

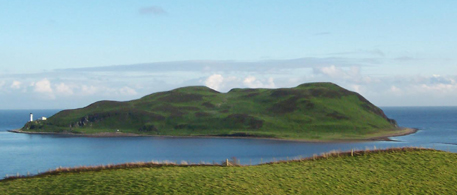

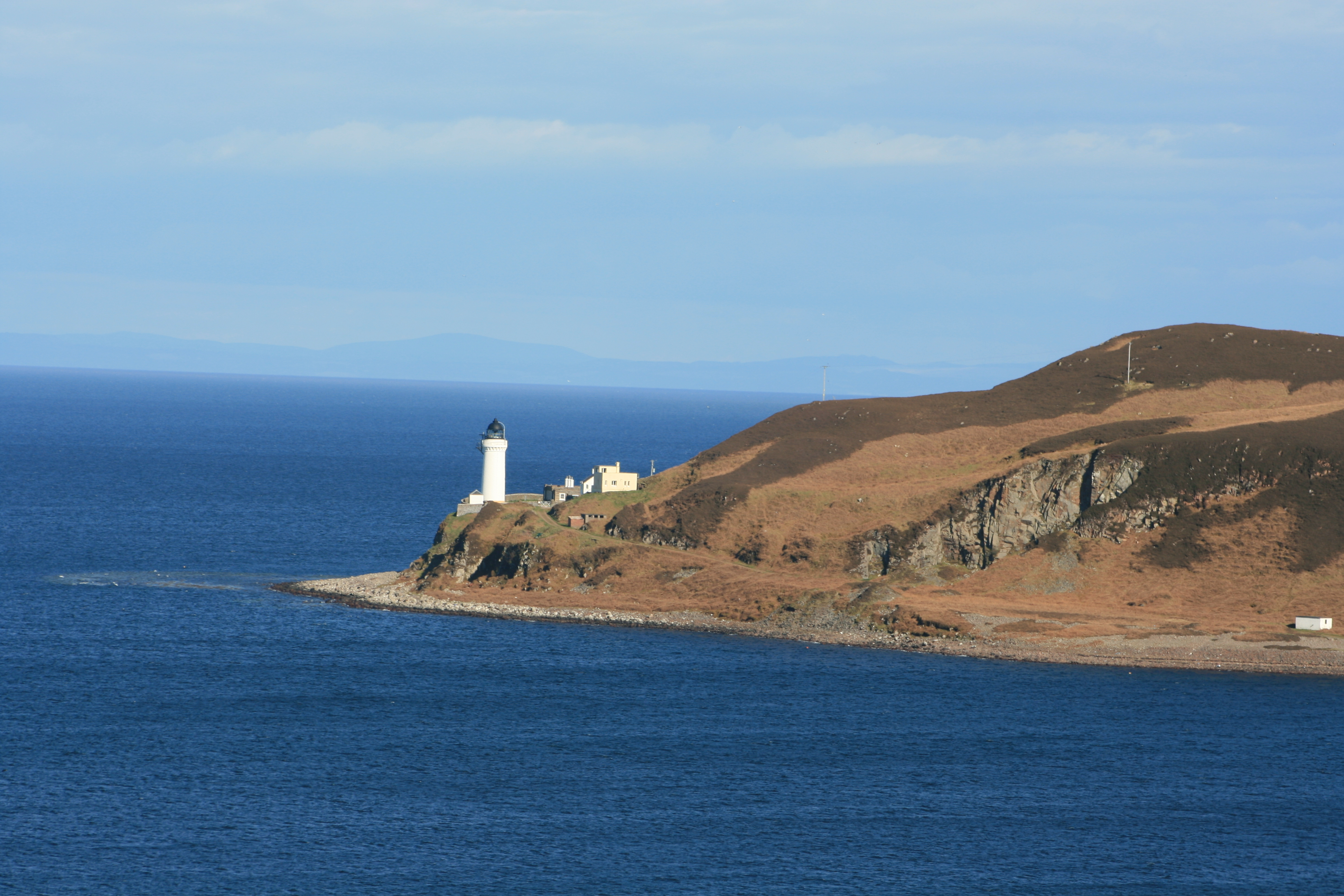

達瓦爾島是蘇格蘭的島嶼，位於大西洋海域，屬於英倫諸島的一部分，長1.2公里、寬0.8公里，面積0.52平方公里，最高點海拔高度115米，島上無人居住。

## 外部連結
- Davaar Island Website
- Davaar Lighthouse

55°25′22″N 5°32′28″W / 55.42278°N 5.54111°W